# Mohammad Reza Pahlavi
Mohammad Reza Pahlavi (persisk: محمدرضا پهلوی Moḥammad Rez̤ā Pahlavī; født 26. oktober 1919 i Teheran, død 27. juli 1980 i Kairo) var shah af Iran og landets monark fra 16. september 1941 til den iranske revolution 11. februar 1979. Han var den anden monark af Pahlavi-dynastiet og den sidste shah i det iranske monarki.

## Liv og gerning

### Tidlige liv
Mohammad Reza blev født i Teheran den 26. oktober 1919 som søn af den daværende officer Reza Khan og hans anden hustru Tadj ol-Molouk. Han var sin fars ældste søn og det tredje af hans elleve børn. Hans far havde fra menig soldat svunget sig op til at blive brigadegeneral i den iranske hær. Han ledede et kup mod regeringen i 1921, styrtede den upopulære Shah Ahmad fra magten i 1923 og blev i 1925 selv udnævnt til shah. Ved sin fars kroning i april 1926 blev Mohammad Reza Pahlavi kronprins af Persien.

### Mohammad Reza Pahlavi overtager magten
I 1941 invaderede Tyskland sin tidligere allierede, Sovjetunionen, som hurtigt allierede sig med Storbritannien. Briterne og Sovjetunionen var bekymret for, at shah Reza shah Pahlavi var i færd med at stille sit olierige land til disposition for tyskerne. De to stormagter okkuperede Iran og tvang shahen til at trække sig til fordel for sin søn. Iran var besat af Sovjetunionen, Storbritannien og USA 1941-1946. Iran blev en vigtig rute for britisk og senere amerikansk hjælp til Sovjetunionen. Den vigtige forsyningsrute blev kendt som "den persiske korridor" og markerede den første amerikanske indblanding i Iran i stor skala.

### Bekæmpelsen af Mossadeq
I 1951 blev Mohammed Mossadeq regeringschef og landets første demokratisk valgte leder. Han gennemførte samme år en lov om nationalisering af det britisk ejede Anglo-Persian Oil Company (BP). Det førte til en konflikt med Storbritannien. I samarbejde med shahen, kræfter i hæren og agenter fra CIA blev der i 1953 iværksat et kup Operation Ajax mod statsministeren. Der var udført af den amerikanske efterretningstjeneste CIA og det britiske MI6 i samarbejde med borgerlige kræfter i Persien. Kuppet så først ud til at mislykkes, og shahen forlod landet, men med hærens indgriben blev statsministeren afsat og erstattet af general Fazlollah Zahedi, og shahen kunne vende tilbage.
Nu etablerede shah Muhammed Reza sig som Irans reelle hersker. De to dominerende partier, det marxistisk inspirerede Tudeh og det mere liberale National Front blev nedbrudt. I 1957 blev den hemmelige politistyrke SAVAK grundlagt. Styrken blev frygtet for tortur og henrettelser uden lov og dom. 

### Den hvide revolution
Det tidligere styre havde vist behovet for reformer i landet. I 1962 gennemførte Pahlavi en række samfundsreformer "den hvide revolution". Det indebar, at feudalismen blev afskaffet, at analfabetismen formindskedes og at sundheds- og uddannelsessystemerne blev forbedret. Landets industri blev bygget op, ligestillingen fremmedes og økonomien fik et opsving. Også Irans kvinder fik en langt bedre social og retslig stilling i samfundet og ret til skilsmisse. Pahlavi fortsatte med sekulariseringsprocessen og moderniseringen, som hans fader havde påbegyndt. Afstanden mellem de fattige og overklassen voksede. Mullaherne protesterede mod den voksende vestlige indflydelse, som truede de muslimske traditioner og deres egen magt og indflydelse.
I 1963 blev demonstranter dræbt af militæret, da de krævede, at den fængslede fundamentalistiskte shiamuslimske leder, ayatollah Ruhollah Khomeini, skulle frigives. Han havde opfordret til opstand mod statens jordreformer og mod kvinders stemmeret. 
Den 26. oktober 1967 lod Pahlavi og hans ægtefælle Farah Diba sig krone til shah og shahbanu (kejser og kejserinde). I 1971 fejrede landet det persiske monarkis 2.500-årsjubilæum med store festligheder.

### Regional stormagt og etpartistat
I 1970'erne voksede økonomien i takt med stigende oliepriser. Pahlavi forsøgte at gøre Iran til en moderne industriel stormagt og styrke landets indflydelse i regionen. I forbindelse med den verdensomspændende energikrise i 1973, og efter at shahen havde besluttet, at Iran skulle firedoble oliepriserne, begyndte de vestlige lande, som var afhængige af olien, at vise deres modvilje mod hans politik. Efter flere år med mislykkede forsøg på at etablere et topartisystem blev der i 1975 etableret et etpartisystem under det royalistiske parti Rastakhiz, de fleste aviser blev nedlagt, og statsministeren blev reduceret til shahens rådgiver.

### Indre modsætninger
Både levestandarden i landet og den politiske bevidstgørelse var forbedret betydeligt . I midten af 1970'erne studerede omkring 50.000 unge iranere i udlandet på statslige stipendier. De vendte tilbage til Iran og bidrog til at opbygge landets industrier og  infrastruktur. Samtidigt voksede de sociale forskelle i landet, fordi staten ensidigt satsede på storindustri og negligerede den traditionelle købmandsøkonomi. Gennem den økonomiske højkonjunktur og liberaliseringer på det sociale område begyndte traditionelle grupper i samfundet at protestere, især ulaman og købmænd (basarhandlere). Senere sluttede også radikale militante venstregrupper sig til oppositionen, der modsatte sig shahens nationalistiske velfærdspolitik. Amnesty International rapporterede, at Iran havde op mod 2.200 politiske fanger i 1978. 

### Revolution og afsættelse
I 1979 blev den politiske uro til en revolution, der - sammen med en fremadskridende kræft - tvang shahen til at forlade Iran efter 37 års styre. Kort efter hans afrejse blev Iran omdannet til en islamisk republik. I realiteten et totalitært præstestyre under Khomeini, der afskaffede demokrati, ytringsfrihed og andre menneskerettigheder og systematisk forfulgte enhver, der forsøgte at forsvare disse rettigheder. Tusindvis af iranere flygtede fra diktaturet.
Først rejste shahen til Egypten, hvor han fik en varm velkomst af præsident Anwar el-Sadat. Muhammed Reza boede senere i Marokko, Bahamas og Mexico. Men hans kræft begyndte at blive værre og krævede behandling. Præsident Jimmy Carter tillod shahen et kortere ophold i USA for at få medicinsk behandling. Beslutningen var ekstremt upopulær i Iran, hvor det nye regime krævede, at shahen skulle vende tilbage til Iran for at blive stillet for retten og henrettet. Det førte til gidselkrisen i Iran. Da shahens kræftbehandling var ovre, pressede den amerikanske regering, som var ivrig efter at undgå yderligere konfrontation med det nye diktatur, den tidligere monark til at forlade landet. Han forlod USA og boede en kort tid i Panama. Til sidst rejste han tilbage til Egypten, hvor han døde i Kairo den 27. juli 1980. Muhammed Reza Pahlavi blev begravet i moskeen ar-Rifai i Cairo, en moské med stor symbolsk værdi. De sidste kongelige herskere af to antikke imperier er gravlagt her, Muhammed Reza Shah Pahlavi af Iran og kong Farouk af Egypten.

### Mit svar til historien
Under sit eksil skrev Muhammed Reza Pahlavi en selvbiografi på fransk med titlen Reponse à l'histoire. Den blev bl.a. oversat til engelsk (Answer to History), persisk (Pasukh bih Tarikh) og dansk (Mit svar til historien) og blev offentliggjort posthumt i 1980. Bogen er hans personlige beretning om hans styre og bedrifter samt hans syn på den iranske revolution og vestens politik over for Iran. Shahen gav Amir Abbas Hoveyda og hans administration skylden for SAVAK's ugerninger og de mislykkede demokratiske og sociale reformer, især den hvide revolution.